# 2032年ブリスベンオリンピック
2032年ブリスベンオリンピック（2032ねんブリスベンオリンピック）は、2032年7月23日から8月8日までの17日間、オーストラリア・クイーンズランド州ブリスベンで開催予定の夏季オリンピック。ブリスベン2032（Brisbane 2032）と呼称される。
2032年夏季オリンピックは、幾つかの立候補都市に、公正にプレゼンテーションをさせて争わせるという従来の方式ではなく、『IOC自らが開催地を指名して、そのあと投票で賛否を問う』という史上初の方式によって決定された。
もともとは、『開催地は、開催日の7年前のIOC総会で決定する』というルールに基づき、2025年にアテネで行われる第144回IOC総会を待つ予定だったが、IOC理事会は2021年2月24日、オーストラリア・ブリスベンに対して2032年夏季オリンピックの開催を提案した。その後オーストラリアオリンピック委員会（AOC）およびクイーンズランド州政府がこの提案を承認したことで、2021年7月21日に東京で行われた第138回IOC総会にて、ブリスベン案の賛否のみを問う一般投票が実施され、オリンピックの開催地が4年前倒しで決定した。
オーストラリアでの開催は2000年シドニー大会以来32年ぶり3回目で、南半球での開催は2016年リオデジャネイロ大会以来16年ぶり4回目となる。

## 招致プロセス
2019年にローザンヌで開催された第134回IOC総会において、新しいIOC招致プロセスが承認された。「オリンピック・アジェンダ2020」の関連提言を受けた主な提案は以下の通りである。
- あらゆるオリンピックイベントについて、都市/地域/国と国内オリンピック委員会の間で招致の意向を探り、創造するための恒久的で継続的な対話を確立する。
- 将来のオリンピックイベントの招致の意向を監視してIOC執行委員会に報告する、夏季大会と冬季大会の2つの将来開催地委員会(Future Host Commission)を設立する。
- 将来開催地委員会の一部を非執行理事にすることで、IOC総会の影響力を高める。

また、IOCはオリンピック憲章の柔軟性を高めるために、「大会の7年前」とした選挙の期日を削除し、開催地を「単一の都市・地域・国」から「複数の都市・地域・国」に変更した。
この招致プロセスの変更は、ドイツの招致メンバーから「不可解」であり、「非透明性の点で」超えることは難しいと批判された。

### 将来開催地委員会
招致の意向のある地域や、IOCが関心を持たせたい地域候補を監視する夏季大会の将来開催地委員会の全構成は以下の通りである。
| IOC委員（6名） | その他の委員（4名） |
| --- | --- |
| - クリスティン・クロスターアーセン（委員長） - ディック・パウンド - 李玲蔚 - ミカエラ・コジャンコ＝ジャウォルスキ - ルイス・メヒア・オビエド - Filomena Fortes | - サラ・ウォーカー（選手委員） - フランチェスコ・リッチ・ビッティ（ASOIF） - ポール・テルガト（NOCs） - アンドルー・パーソンズ（IPC） |

### 対話段階
将来開催地委員会の規約と行動規範によると、新しいIOCの招致システムは2つの対話段階に分かれている。
- 継続的な対話(Continuous Dialogue): IOCと利害関係者（開催に関心のある都市/地域/国/NOC）との間で、将来のオリンピックイベントの開催に関して、約束しない話し合い。
- 対象を決めた対話(Targeted Dialogue): IOC理事会の指示により、1つまたは複数の利害関係者（優先開催地(Preferred Host(s))と呼ばれる）との目標を定めた話し合い。これは、継続的な対話の結果、将来開催地委員会の勧告を受けて行われる。

### 開催地選定
ブリスベンの他に招致をした都市はなく、2021年7月21日に東京で開催された第138回IOC総会において、ブリスベンが2032年夏季オリンピックの開催地として確定した。この投票は、IOCのアジェンダ2020に基づいて行われた初のオリンピック開催都市の決定で、80名のIOC代表者による一般投票の形で行われた。オーストラリア放送協会によると、代表者のうち72名が「賛成」、5名が「反対」、3名が「棄権」を表明した。
2032年のオリンピック開催地がブリスベンに決定した後、オーストラリアへの招致は、オーストラリアオリンピック委員会(AOC)会長であり、IOC副会長でもあるジョン・ダウリング・コーツのおかげであると考えられるようになった。コーツは、IOC会長のトーマス・バッハと密接な関係にあった。IOCは、コーツは招致活動に関与していないと主張したが、評論家たちはそれを認めなかった。多くの人は、2000年シドニーオリンピックの開催地決定の際にコーツが果たした役割を指摘し、コーツがIOCの2人のアフリカ人委員を買収したとしている 。
| 都市       | 国             | 賛成 | 反対 | 棄権 |
| ---------- | -------------- | ---- | ---- | ---- |
| ブリスベン | オーストラリア | 72   | 5    | 3    |

## テレビ放送
開催国でもあるオーストラリア国内では、ナイン・ネットワークが放映権を獲得している
- オーストリア – ORF[16]
- ベルギー – RTBF, VRT[17][18]
- ブラジル – グローボ[19]
- ブルガリア – BNT[20]
- カナダ – CBC/Radio-Canada[21]
- 中国 – CMG[22]
- クロアチア – HRT[23]
- チェコ – ČT[24]
- デンマーク – DR, TV 2[25]
- ヨーロッパ – EBU, ワーナー・ブラザース・ディスカバリー[26]
- エストニア – ERR[27]
- フィンランド – Yle[28]
- フランス – フランス・テレビジョン[29]
- ドイツ – ARD, ZDF[30]
- ハンガリー – MTVA[31]
- アイスランド – RÚV[32]
- アイルランド – RTÉ[33]
- イタリア – イタリア放送協会[34]
- 日本 – ジャパンコンソーシアム[35]
- ラトビア – LTV[36]
- リトアニア – LRT[37]
- モンテネグロ – RTCG[38]
- オランダ – NOS[39]
- 韓国・北朝鮮 – JTBC[40]
- ノルウェー – NRK[41]
- ポーランド – TVP[42]
- スロベニア – RTV[43]
- スペイン – RTVE[44]
- スウェーデン – SVT[45]
- スイス – SRG SSR[46]
- ウクライナ – Suspilne[47]
- 英国 – BBC[48]
- 米国 – NBCUniversal[49][50]